# Selova
Selova (cyr. Селова) – wieś w Serbii, w okręgu toplickim, w gminie Kuršumlija. W 2011 roku liczyła 74 mieszkańców.